# 環球晶圓
環球晶圓股份有限公司（英語：Globalwafers）是臺灣的一家半導體公司，為世界第三大矽晶圓供應商，主要供應3吋至12吋晶圓。
前身為中美矽晶製品股份有限公司的半導體事業處。中美矽晶於2011年10月1日完成企業體的獨立分割，正式將半導體事業處分割獨立而成為環球晶圓股份有限公司。總公司位於臺灣新竹市新竹科學工業園區。
環球晶在2020年11月，宣布砸下新台幣近1300億元收購它在德國的同業世創（Siltronics），創台灣科技業史上最大併購金額。當時外界普遍認為，一旦這筆併購案成交，環球晶在矽晶圓產業的市佔率，將從原本的全球第三晉升到全球第二，屆時將跟將與第一大廠日本信越化學僅剩3%的差距。由於未能取得德國政府核准，這場收購案以失敗告終，環球晶表示將會持續在全球佈局，進行產能擴張。

## 發展歷程
- 2012年4月：完成收購日本Covalent Materials Corporation公司旗下半導體矽晶圓事業部。
- 2014年9月：股票公開發行
- 2015年9月25日：於證券櫃檯買賣中心掛牌上櫃。
- 2016年7月：完成收購丹麥Topsil Semiconductor Materials A/S半導體事業群[4]。
- 2016年12月：順利完成收購美國的矽晶圓製造商SunEdison Semiconductor Limited[5]。
- 2020年6月：將超過新台幣100億元的境外資金匯回台灣，優先投入在中德分公司的廠房增建、引進先進機器設備，預計可增加環球晶在高階半導體的矽晶圓產能[6]。
- 2021年3月：宣布收購全球第四大矽晶圓製造商德國商世創（Siltronic AG）股權達標，預計下半年完成併購。於2022年1月31日宣布併購破局。

## 外部連結
- 中美矽晶股份有限公司 （页面存档备份，存于）
- 環球晶圓股份有限公司 （页面存档备份，存于）